# Tråkärrslätt
Tråkärrslätt är en bebyggelse i stadsdelen Askim (Askims socken) i Göteborgs kommun. Bebyggelsen avgränsades till 2010 som en separat småort. Från 2015 räknas den som en del av tätorten Gundal och Högås.
Öster och väster om Tråkärrslätt ligger naturreservatet Tråkärrsslätt.